# にくてん

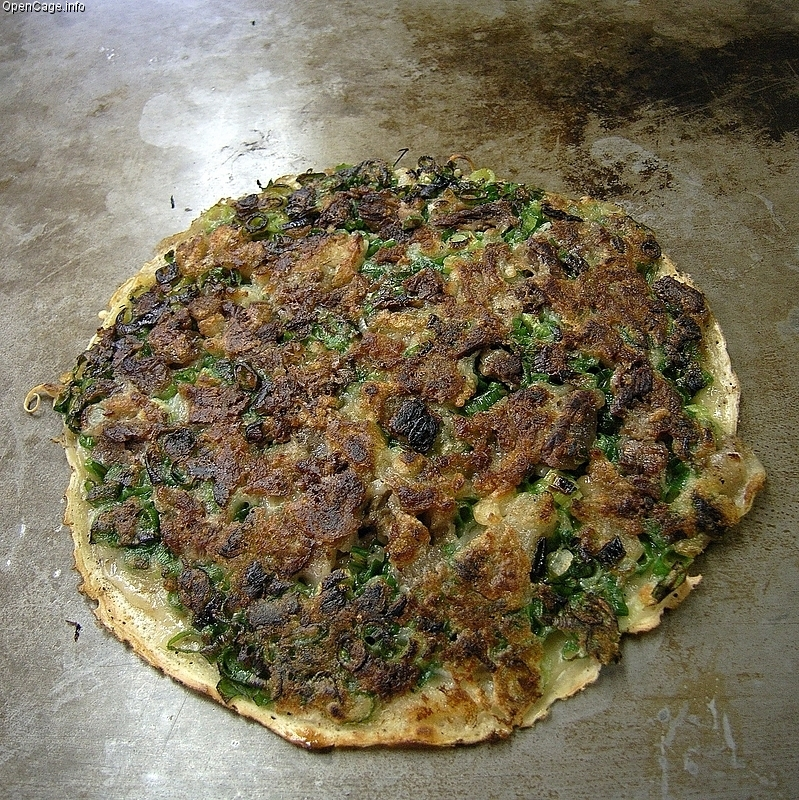
神戸市長田区 「ゆき」のにくてん焼

にくてん（肉天）は、兵庫県南部地域に伝わる薄焼きのお好み焼きの原型となった食べ物。「お好み焼き」という名称が全国的に広く使われるようになる以前から存在しているものであり、かつての兵庫県では「にくてん」はお好み焼き類全般の名称であった。
神戸市の長田地域にみられるスジネギ焼のルーツになっている食べ物である。

## 概略
戦前の神戸市には、混ぜ焼きのお好み焼きが普及する以前から、薄く引いた生地の上に具材を載せて焼く重ね焼きスタイルの軽食が存在し、これを「にくてん」と呼んでいた。大正末期から昭和初期には市内各地に多数のにくてん屋が存在し、林田区（現在の長田区）の大正筋商店街付近には「にくてんまち（にくてん街、肉天町）」と通称されるエリアもあった。
戦後、混ぜ焼き重ね焼きを問わずこの種の料理を一律に「お好み焼き」と呼ぶようになったことで、にくてんという言葉はほぼ死語となった。また戦前の主流であったネギやすじこんを用いたメニューも、長田区や兵庫区といった下町以外では見られなくなった。しかしながら、主たる具材がキャベツや豚肉に変わってからも昔ながらの重ね焼きスタイルを継承する店は少なからず残存しており、これを神戸風お好み焼きと呼ぶこともある。
にくてんは発祥地の神戸よりもむしろ高砂市の名物として知られるようになっており、高砂にくてんとしてB-1グランプリにも出場した。高砂市周辺地域のにくてんは神戸のものと同じ重ね焼きであるが、「高砂にくてん」と呼ばれるものはネギ、キャベツ、すじこんに加え、煮染めた角切りのジャガイモや竹輪などが入っている。これは、店に置いていた関東煮（おでん）の具材を、客の希望で刻み入れて焼いていたことに由来する。
兵庫県外では、宮崎市の波島地区ににくてんを出す店がいくつかある。伝播の時期や経緯は不明であるが、神戸から伝わったものであると言われている。波島のにくてんはキャベツを用いた重ね焼きで、「神戸風お好み焼き」に近いものである。また、瀬戸内海を挟んだ香川県においても郷土料理のひとつとして扱われている。

## 名称の由来
名称の由来は定かではない。「肉の天ぷら」とする解釈もあるが、神戸市長田区役所が発行している長田・未来ガイド誌『nannan』の記事ではこの解釈を否定しており、「にく」はスジ肉で「てん」は天かすと説明している。
これ以外にも
- 「肉」を上に乗せるから「天地」の「天」
- 「肉」の入ったお好み焼きをひっくり返すので「転」

など諸説ある。
また、東京でどんどん焼きやお好み焼きを「○○天」と表現することとの関連性も指摘されているが、発祥時期も含めて相互関係は不明である。

## 作り方
作り方は現在の広島風お好み焼きや京都市のべた焼きに類似し、同時代の他地域では洋食焼きやどんどん焼きと呼ばれていたものと同じ「のせ焼き」方式であった。用いられる具材は肉以外にも野菜、豆類、乾物、天かすなど多彩で、一銭洋食と同様に駄菓子屋の店内で焼かれていた例も多い。
神戸市の長田地域では、具材の肉としてぼっかけが用いられた。また、神戸では戦前からの伝統に従い、醤油やウスターソースを味付けに用いることが多い。辛みの強いどろソースも1936年ごろから使用されていた。
高砂にくてんはスジ肉やコンニャクのほかに、茹でて味付けしたジャガイモも具材として入れる。神戸とは異なり戦後に誕生した甘い濃厚ソースを用い、屋台でよく見られるような二つ折りにして供することが多い。